# ایتالیای رومی
ایتالیای رومی (به انگلیسی: Roman Italy) یک استان رومی در امپراتوری روم بود. ایتالیا (نام لاتین برای شبه جزیره ایتالیایی) سرزمین رومی‌ها و شهر بزرگ امپراتوری روم در دوران باستان بود.
رم شهری از ایالت ایتالیا بود که دولت خود را از پادشاهی به جمهوری تغییر داد و سپس در یک شبه جزیره تحت سلطه سلت‌ها در شمال، اتروس‌ها در مرکز و یونانیان در جنوب رشد کرد.

## ویژگی‌ها
در زمان کنستانتین یکم(۳۳۷–۳۰۶) مسیحیت به دین غالب تبدیل و باعث افزایش قدرت سایر مراکز سیاسی شرق شد. در سال ۳۳۰ اگر چه قسطنطنیه هنوز پایتخت نبود اما اهمیت بسیاری پیدا کرد. سرانجام هنگامی که در سال ۳۳۹ به لقب شهر پیش کسوت درآمد، رتبه پایتخت شرقی را به‌دست آورد. در سال ۳۵۹ سناتورها در سنای روم به پایین‌ترین رتبه نزول کردند.

## تاریخچه
نام ایتالیا بر منطقه‌ای قرار می‌گیرد که مرزهایش در طول زمان جابجا شده‌است. بنا یر ژئوگرافیکای استرابون قبل از گسترش جمهوری روم این نام را یونانی‌ها بر منطقه بین تنگه مسینا و خطی که خلیج سالرنو و خلیج یارانتو را بهم وصل می‌کرد اطلاق کرده بودند. (به‌طور کلی منطقه فعلی کالابریا).
بعدها رومی‌ها این نام را گسترش دادند که شبه جزیره ایتالیا تا روبیکون، رودخانه ای در بین شمال و مرکز ایتالیا را هم شامل شد.
در سال ۴۹ پیش از میلاد قوانین لکس روشیا از طرف ژولیوس سزار به مردم منطقه گل آلپ شهروندی اعطا کرد.
در زمان اوت، مردمان واله دائوستای امروز و کوه های آلپ غربی و شمالی مقهور شدند. (بنابراین مرز غربی ایتالیای روم به رودخانه ور منتقل شد)، و مرز شرقی ایتالیا به آرسیا در ایستریا رسید.  سرانجام ، در اواخر قرن سوم، ایتالیا شامل جزایر سیسیل، کورسیکا و ساردینیا و همچنین ریشیه  و بخشی از پانونیا شد. شهر امونا (لوبلیانای مدرن، اسلوونی) شرقی ترین شهر ایتالیا بود.

### سازماندهی آگوستوس
در شروع امپراتوری روم، ایتالیا از قلمروهای جداگانه با وضعیت‌های سیاسی متفاوت تشکیل شده بود. بعضی شهرها از روم استقلال نسبی داشتند درحالی‌که بعضی دیگر یعنی کولونی‌ها توسط خود رومی‌ها ایجاد شده بودند. در هفتمین سال قبل از میلاد آگوستوس طبق خواسته پلینیوس در تاریخ طبیعی (پلینی) ایتالیا را به یازده قسمت تقسیم کرد.
- منطقه ۱- لاتیوم و کامپانیا

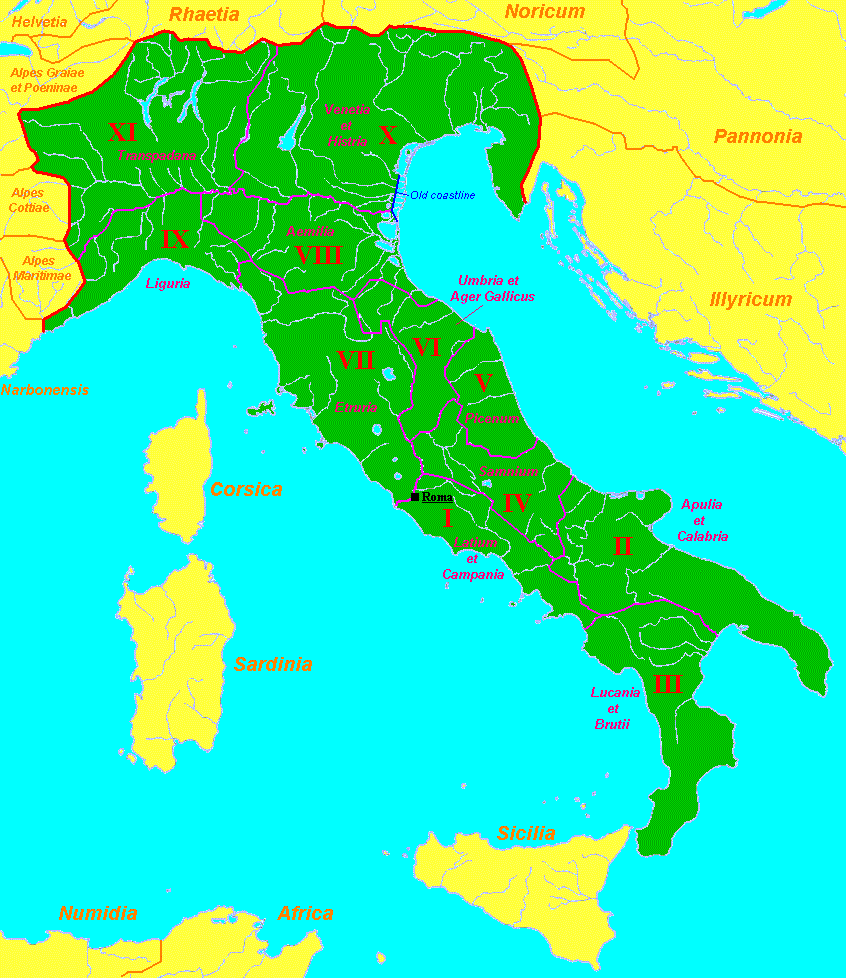
ایتالیای روم با تقسیمات آگوستوس

- منطقه ۲- پولیا (ایتالیا) و کالابریا
- منطقه ۳ - لوکاریا و بریتیوم
- منطقه ۴- سامنیوم
- منطقه ۵- پیسنوم
- منطقه ۶- اومبریای رومی
- منطقه ۷- اتروریا
- منطقه ۸- امیلیا
- منطقه ۹- لیگوریا
- منطقه ۱۰- تری ونیتو
- منطقه ۱۱- گل آلپ

ایتالیا توسط آگوستوس و وراثش ممتاز بود با ساخت و ساز، در میان سایر سازه‌های عمومی، و ایجاد شبکه متراکمی از جاده‌های رومی، اقتصاد ایتالیا شکوفا شد. کشاورزی، صنایع دستی و صنعت رشد معقولی داشتند، صادرات کالا به استانهای دیگر نیز افزایش یافت.ممکن است جمعیت ایتالیا نیز رشد کرده باشد: برای ثبت تعداد شهروندان رومی در سراسر امپراتوری. مجموع باقیمانده ۴٬۰۶۳٬۰۰۰ در ۲۸ قبل از میلاد، ۴٬۲۳۳٬۰۰۰ در ۸ قبل از میلاد و ۴٬۹۳۷٬۰۰۰ در ۱۴ میلادی بود، اما هنوز بحث است که آیا اینها همه شهروندان مرد بالغ، یا شهروندان وابسته به کلیسا را حساب کرده‌اند.

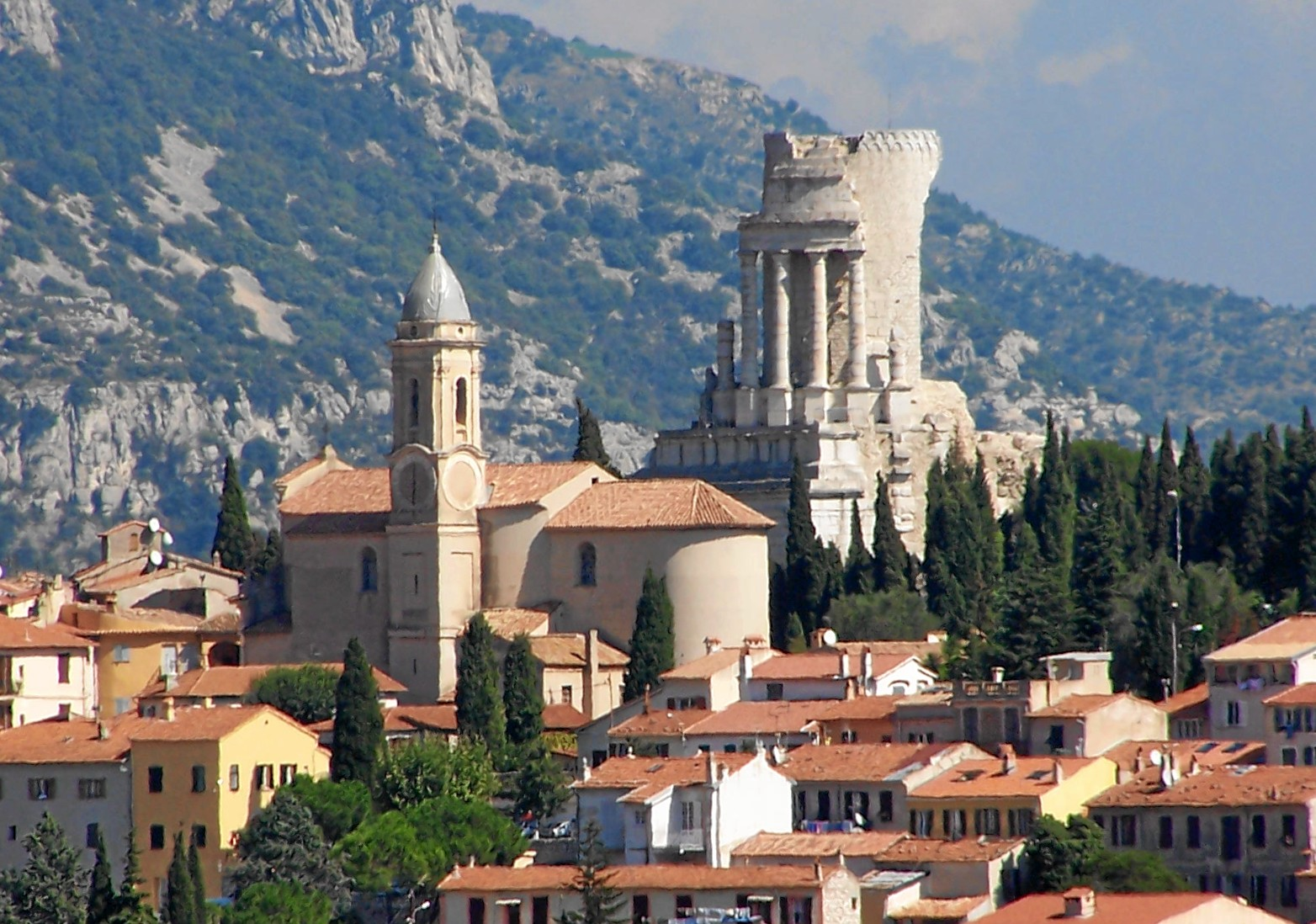
بنای یادبود پیروزی آگوستوس در شهر لا توربی فرانسه که مرز آگوستن بین ایتالیا و گل را رسم می‌کند.

## تشکیلات مجدد دیوکلسیان و کنستانتین
در طول بحران قرن سوم، تحت فشار حاصل از حملات، آنارشی نظامی و جنگ‌های داخلی وهمچنین ابر تورم، در سال ۲۸۴ امپراتوری روم تقریباً فروپاشید، امّا امپراتور دیوکلسین ثبات سیاسی را برقرار کرد. وی اصلاحات اداری کاملی را برای حفظ نظم انجام داد. وی حکومت چهارنفره را ایجاد کرد که به موجب آن امپراتوری توسط دو امپراتور (با عنوان «آگوستوس») و دو نایب امپراتور (با عنوان «سزار») اداره می‌شد.

## امپراتوری روم غربی

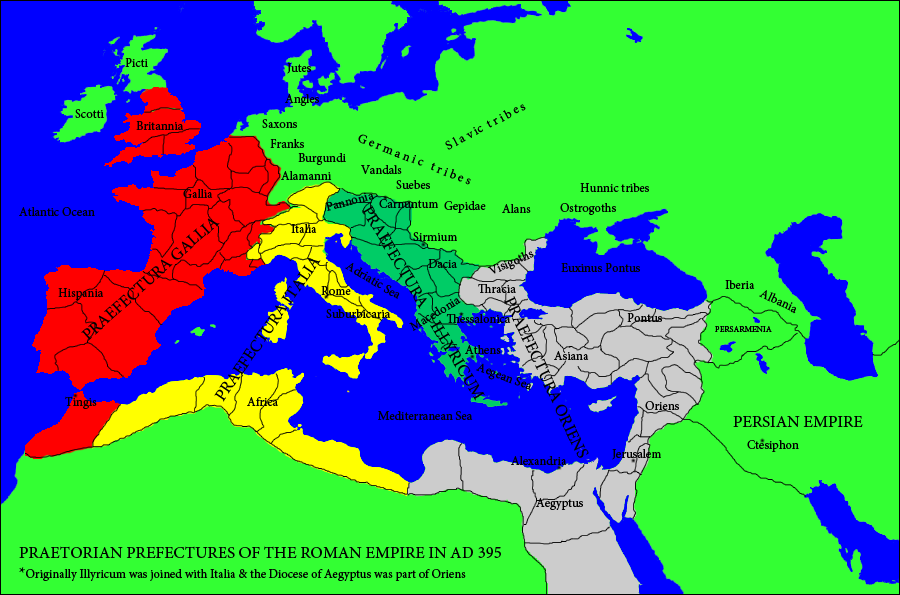
"استان پرتوریای ایتالیا" (به رنگ زرد) از رود دانوب تا شمال آفریقا امتداد داشت

در سال ۳۳۰، کنستانتین یکم قسطنطنیه را برپا کرد. او دادگاه شاهنشاهی، سنا، ادارات مالی و قضایی و همچنین ساختارهای نظامی را تأسیس کرد. با این حال، شهر جدید تا پیش از سال ۳۵۹، به عنوان شهر محسوب نمی‌شد. اما او آن را و آن را به مقام پایتخت شرقی رساند. پس از مرگ تئودوسیوس در سال ۳۹۵ و تقسیم افتادن در امپراتوری، ایتالیا بخشی از امپراتوری روم غربی بود. د ر نتیجه حمله آلاریک یکم در سال ۴۰۲، بخش غربی از مدیولانوم جدا و به راونا منتقل شد.آلاریک، پادشاه ویزیگوتس، رم را در سال ۴۱۰ عارت کرد. چیزی که در هشت قرن اتفاق نیفتاده بود، شمال ایتالیا در سال ۴۵۲ مورد حمله هون‌های آتیلا قرار گرفت. رم در سال ۴۵۵ مجدداً توسط وندالها به فرماندهی گایسریک غارت شد.
در سال ۴۷۶، با کناره‌گیری رومولوس آگوستولوس، امپراتوری روم غربی به‌طور رسمی سقوط کرد مگر اینکه کسی ژولیوس نپوس، امپراتور قانونی را که قسطنطنیه به عنوان آخرین به رسمیت شناخته‌است، در نظر بگیرد. او در سال ۴۸۰ ترور شد، ممکن است توسط اودوآکر شناخته شده باشد. ایتالیا تحت حکومت اودواسر و پادشاهی ایتالیا و سپس تحت پادشاهی استروگتیک باقی ماند.